# Place de l'Indépendance (Kiev)
 (février 2022).
Si vous disposez d'ouvrages ou d'articles de référence ou si vous connaissez des sites web de qualité traitant du thème abordé ici, merci de compléter l'article en donnant les références utiles à sa vérifiabilité et en les liant à la section « Notes et références ».
Pour les articles homonymes, voir Place de l'Indépendance.
Cet article concerne la place. Pour le mouvement de 2013-2014, voir Euromaïdan.
La place de l’Indépendance (en ukrainien : майдан Незалежності, maïdan Nezalejnosti) est la place centrale de Kiev, capitale de l’Ukraine. Traversée par la rue Krechtchatyk, c’est l'une des principales places de la ville. S'y trouve notamment le monument à l'Indépendance. Cette place a connu plusieurs noms ; elle est souvent appelée simplement Maïdan (« la Place ») ou, improprement en français, place Maïdan (expression tautologique, puisque Maïdan signifie déjà « la place »). Lors de la révolution orange (2004) et de l'Euromaïdan (2013), c’est le lieu de rassemblement des manifestants.

## Étymologie
Maïdan vient de l'arabe ميدان maydān, qui signifie « place » tandis que незалежності signifie « de l'Indépendance ». La place est baptisée Maïdan Nézalejnosti en 1991, après la chute de l'Union soviétique et l'accession de l'Ukraine à l'indépendance.[réf. nécessaire]

## Histoire

### Du Moyen Âge à l'Empire russe

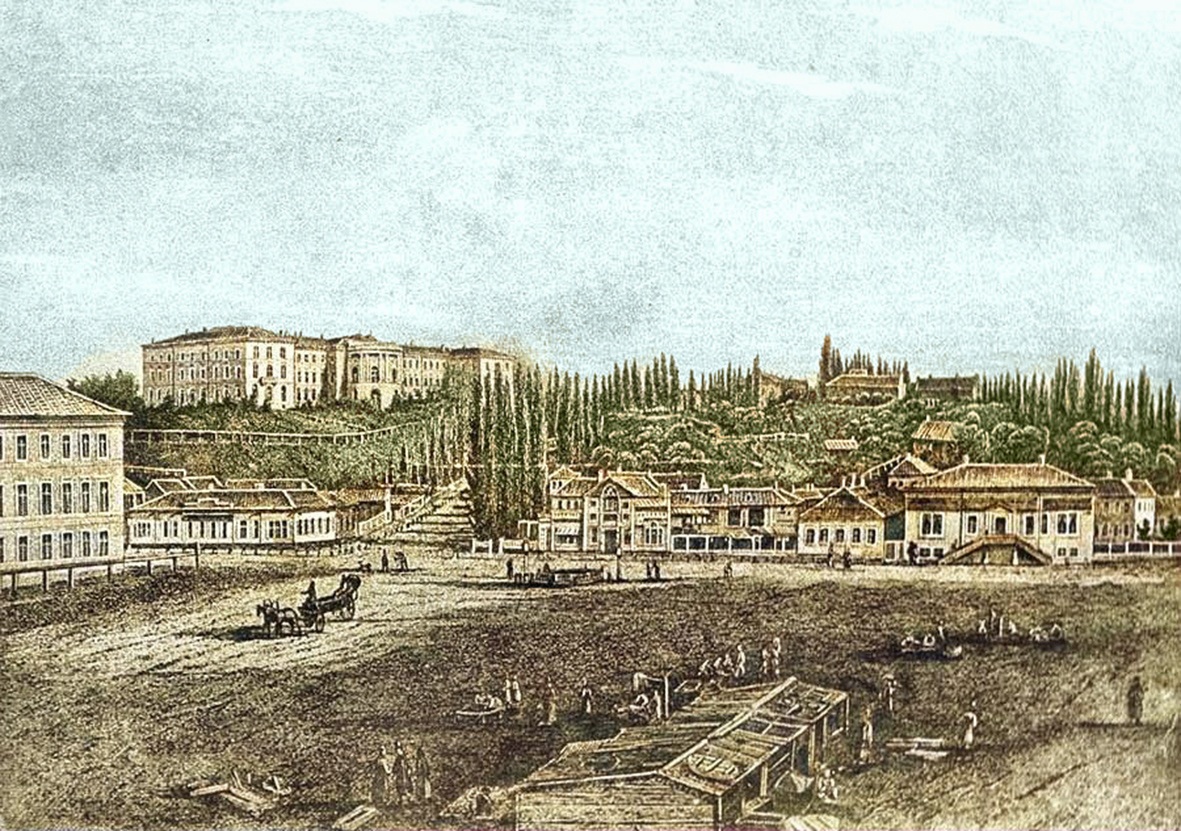
La place de l'Indépendance en 1850.

Jusqu'au Xe siècle, la place et le reste de Khrechtchatyk portent le nom de Perevisychtch. Là où commence la rue Sofia, qui mène à la ville haute, se tenait l'une des trois portes principales de la Kiev médiévale (ville de Jaroslav), la porte Lyadski (les deux autres étant la porte dorée de Kiev et la porte Jydivski). Cette porte est également mentionnée en 1151, et autour d'elle vit la population polonaise de la ville. La porte Lyadski sera détruite lors de l'assaut de la ville par la horde mongole de Batu en 1240.
Jusqu'à la fin du XVIIIe siècle - début du XIXe siècle, la zone de la place est vide et porte le nom de Kozyne Boloto (ukrainien : Козине болото), le « marais aux chèvres »).
Dans les années 1830, les premières habitations en bois apparaissent, et vers 1850, les bâtiments en pierres sont construits. Le célèbre écrivain ukrainien Taras Chevtchenko habite dans le quartier en 1859, dans un bâtiment situé entre Mala Jytomyrska (Petite Jytomyr) et Mykhailivska voulytsia (rue Saint-Michel).
Le développement de la zone s'accélère au milieu du XIXe siècle, quand elle devient le centre commerçant de Kiev, qui grâce à la révolution industrielle russe grandit et devient la troisième ville de l'Empire russe. Jusqu'en 1871, la place porte le nom de Khrechtchatykskaïa Plochtchad (place Khrechtchatyk) et on y trouve un marché. En 1876, la Douma de la ville de Kiev est édifiée à cet endroit, qui porte désormais le nom de Doumskaïa Plochtchad (place du Parlement). En 1894, une ligne du tramway de Kiev (le premier tramway électrique de l'Empire) dessert la place.
En 1913, devant la Douma, un monument à Piotr Stolypine (assassiné à Kiev en septembre 1911) est érigé, et restera en place jusqu'en mars 1917 et les événements de la révolution de Février.

### Période soviétique d'avant-guerre
En 1919, l'Ukraine étant devenu une république soviétique, la place est baptisée Place soviétique. Début 1935, elle devient la place Kalinine, du nom de Mikhaïl Kalinine, premier président du Soviet suprême.

### Seconde Guerre mondiale

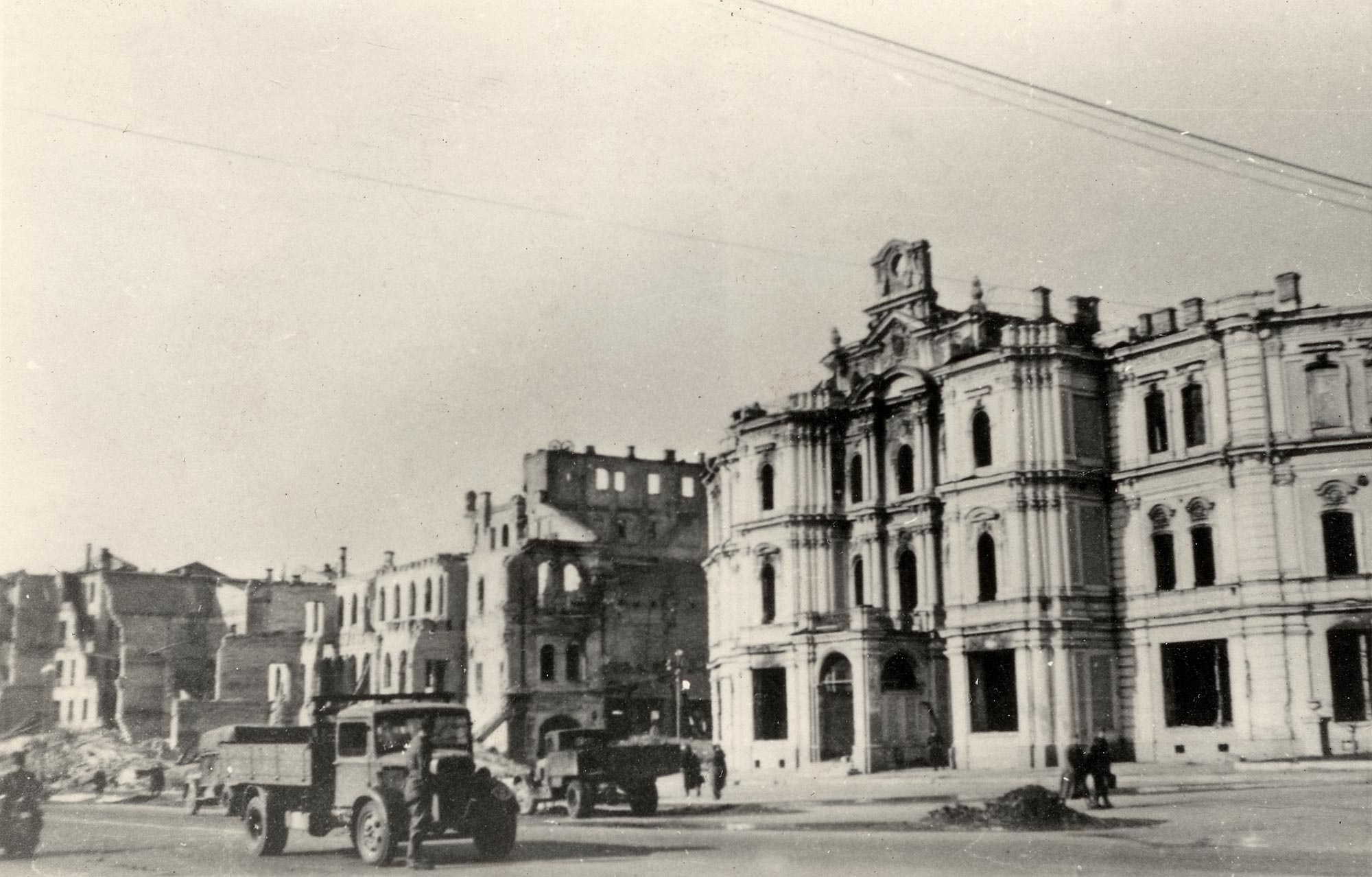
La place détruite, en 1941.

Lors de la Seconde Guerre mondiale, la place est lourdement endommagée, de même que l'ensemble des bâtiments du centre de Kiev.

### Période soviétique d'après-guerre
Durant les premières années après la guerre, la place est complètement reconstruite. Sa nouvelle architecture s'intègre à la nouvelle Khrechtchatyk, dans le style néo-classique stalinien. La Poste centrale et la Maison des syndicats, reconnaissable à sa tour, sont construites sur la place. L'hôtel Moskva (aujourd'hui hôtel Ukraine) est inauguré en 1961.
En 1976-1977, en lien avec les travaux de construction du métro, la place est réaménagée, et renommée Plochtcha Jovtnevoyi revolyutsii, c'est-à-dire « place de la Révolution-d'Octobre ». C'est durant les travaux que le monument commémorant le soixantième anniversaire de la révolution d'Octobre — une grande statue de Lénine — est édifié, ainsi qu'un ensemble de fontaines. Le monument a été ôté après 1991 et la dislocation de l'URSS.

### Depuis l'indépendance de l'Ukraine

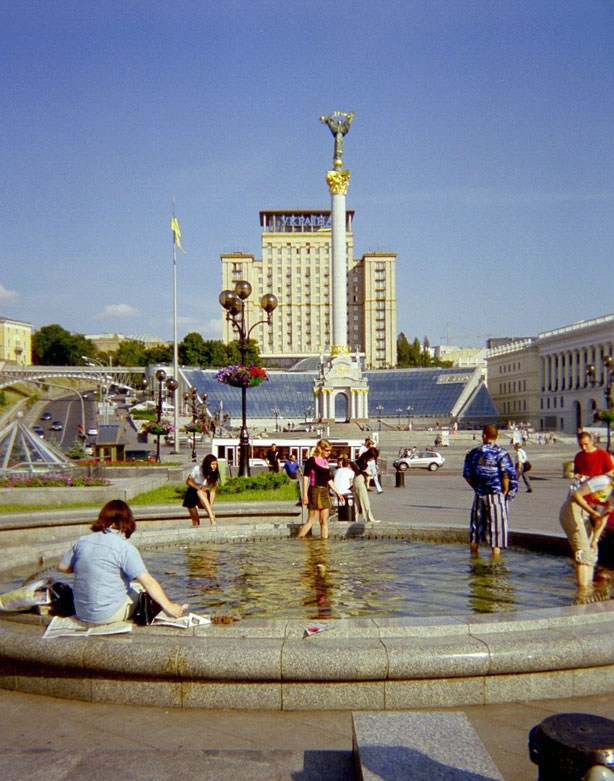
Maïdan en 2002, avec le monument de l'Indépendance et l'hôtel Ukraine en arrière-plan.

La place reçoit son nom actuel après l'accession de l'Ukraine à l'indépendance en 1991. Le nom de Plochtchad Svobody (en russe : place de la Liberté) a également été proposé, mais les événements tels que la révolution orange ont contribué à affirmer le choix de Maïdan Nézalejnosti.
Maïdan voit se dérouler trois révolutions : en 1991, celle dite « de granite », contre l’URSS ; en 2004, la révolution orange, contre la falsification de l’élection présidentielle ; en 2014, enfin, la révolution de la Dignité, contre le refus du président Viktor Ianukovytch de signer un accord d’association avec l’Union européenne.
En 2001, alors que la place est le centre de la campagne de protestations « L'Ukraine sans Koutchma », une construction de grande ampleur est décidée soudainement par le maire de Kiev, Oleksandr Omeltchenko. La place est clôturée pour les besoins des travaux, et devient donc inaccessible pour les manifestants. De nombreux observateurs estiment que le principal objectif du chantier était d'interrompre les manifestations, tactique régulièrement employée par les autorités dans d'autres villes d'Ukraine.
À l'issue des travaux, l'apparence antérieure de la place avec ses nombreuses fontaines est significativement modifiée. Elle abrite désormais la colonne de l'Indépendance, surmontée de la statue de Berehynia, un monument à Kyi, Chtchek et Khoryv, les fondateurs légendaires de la ville ; au héros folklorique, le cosaque Mamay ; au protecteur historique de la ville, l'archange Michel, ainsi que de nombreux dômes de verre.
Un centre commercial, Le Globe, a été construit sous la place pour remplacer l'ancien passage souterrain surnommé Truba (« tube ») par les habitants.
Un projet prévoyait la destruction de l'hôtel Ukraine, pour le remplacer par un nouveau bâtiment de 67 étages.

## Centre de l'activité politique populaire
Après la période soviétique, et en tant que place centrale de Kiev, Maïdan a été le centre de l'activité politique populaire. À l'automne 1990, des manifestations d'étudiants et des grévistes de la faim sur la place contraignent le Premier ministre Vitaliy Massol à la démission.
Dans les années 2000, des manifestations d'envergure telles que la campagne « L'Ukraine sans Koutchma » ou la révolution orange ont eu lieu sur la place. Fin 2004, la place de l'Indépendance est le lieu de rassemblement de milliers de manifestants qui y installent des tentes et occupent les lieux pendant plusieurs semaines, malgré le froid et la neige. Un des manifestants du Maïdan les plus emblématiques est Paraska Koroliouk. Ces protestations contre la fraude électorale conduisent la Cour suprême d'Ukraine à réorganiser le second tour de l'élection présidentielle, lequel est remporté par le candidat issu de l'opposition Viktor Iouchtchenko. À la suite de son élection, et après avoir prêté serment officiellement au Parlement, Iouchtchenko vient prêter serment devant la population sur la place de l'Indépendance.
Après la révolution orange, la place de l'Indépendance attire toujours des manifestations politiques, mais dans des proportions moindres que celles de 2004. En novembre 2011, les manifestations organisées sur Maïdan pour le 7e anniversaire de la révolution orange ont été interdites par les autorités.
De nouvelles manifestations reprennent sur la place de l'Indépendance après le rejet, le 21 novembre 2013, par le président ukrainien d'un accord d'association avec l'Union européenne. Pacifiques, elles s'émaillent de violences à partir du 18 février 2014. Des batailles de rue s'engagent entre les manifestants de l'opposition et les forces de sécurité, incluant des snipers, qui tirent à balles réelles. Cette répression sanglante se solde par des centaines de blessés et des dizaines de morts, le basculement du pouvoir à Kiev dans la nuit du 21 au 22 février et la destitution par le Parlement du président Ianoukovytch.

## Galerie

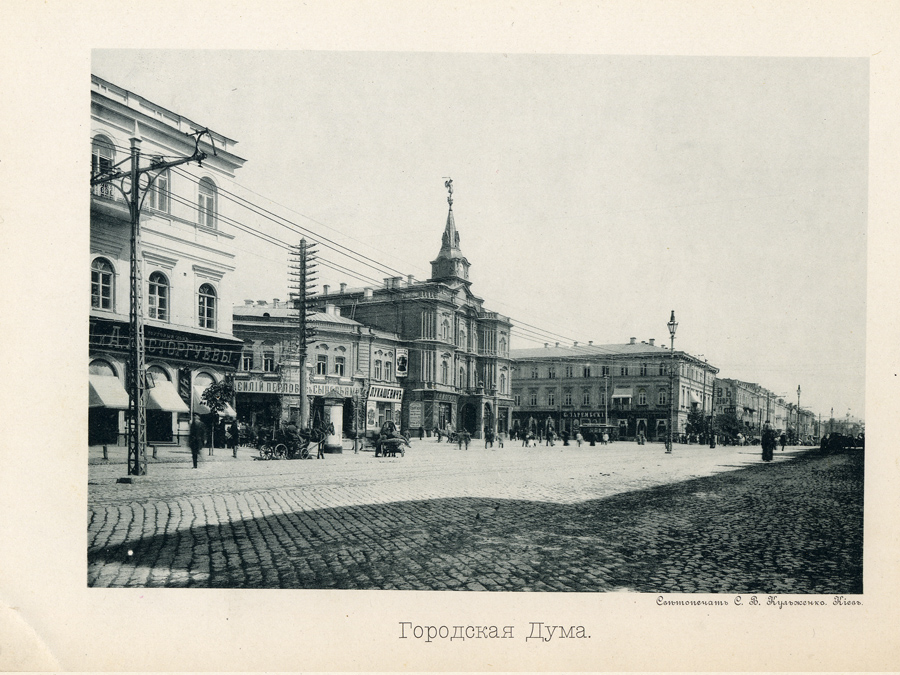
Carte postale montrant la place au début du XXe siècle.
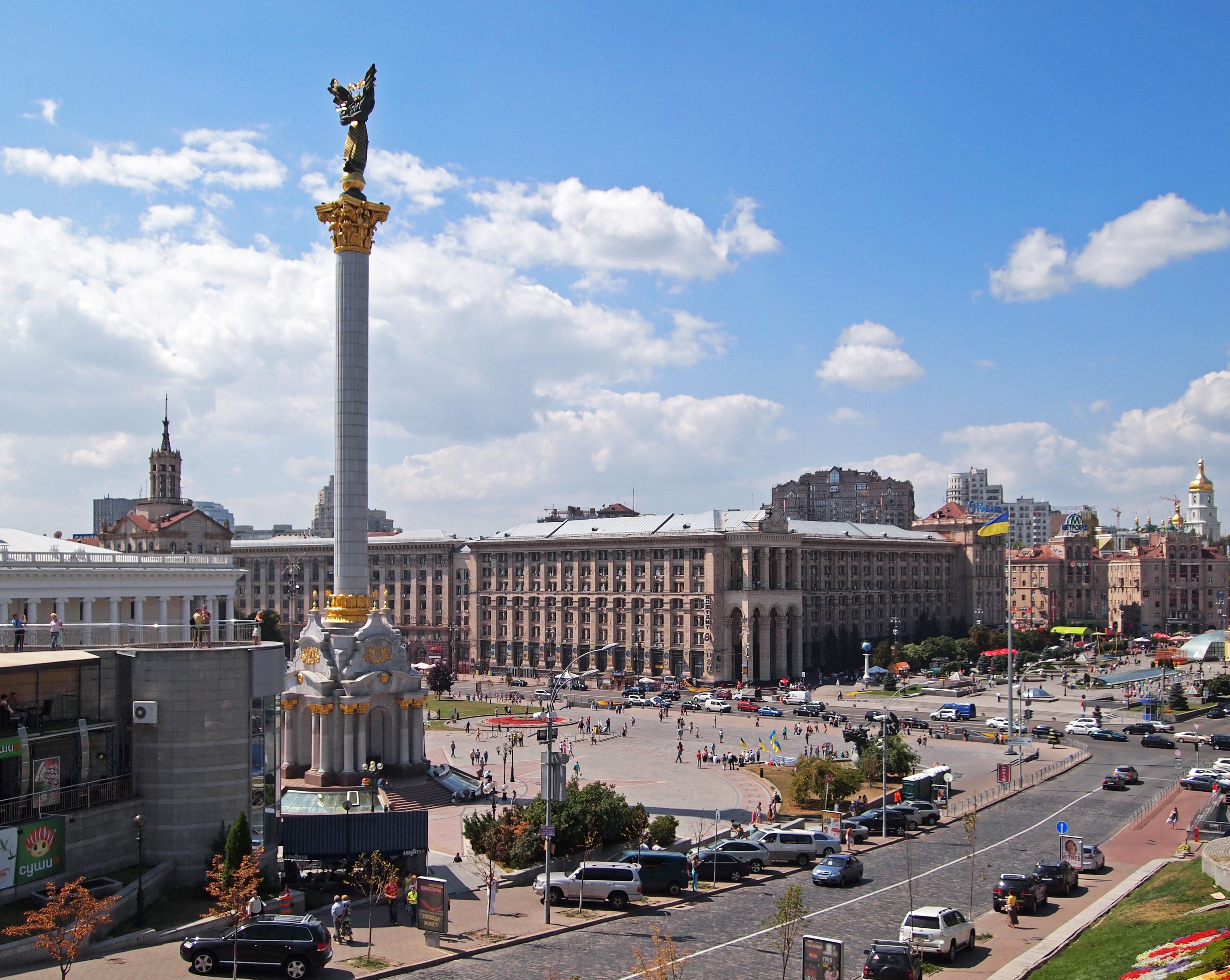
Vue du monument à l'indépendance.
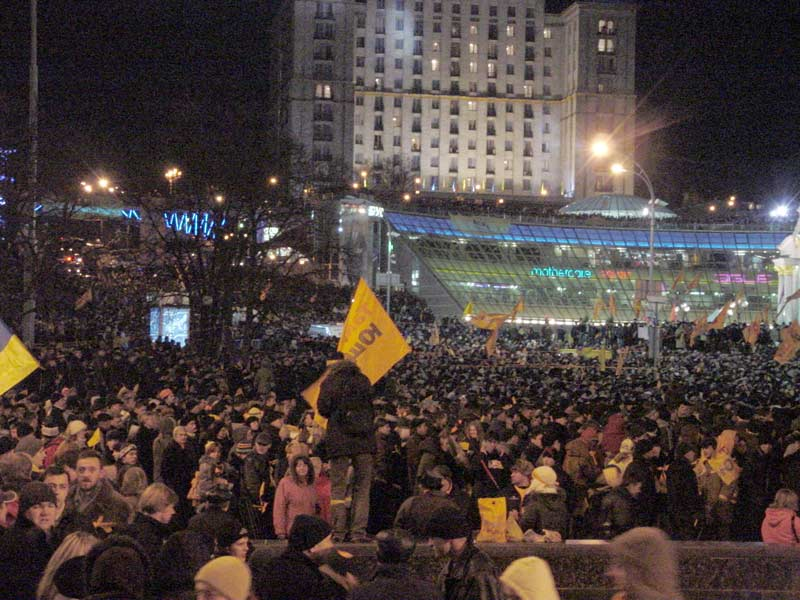
Manifestations en 2004.
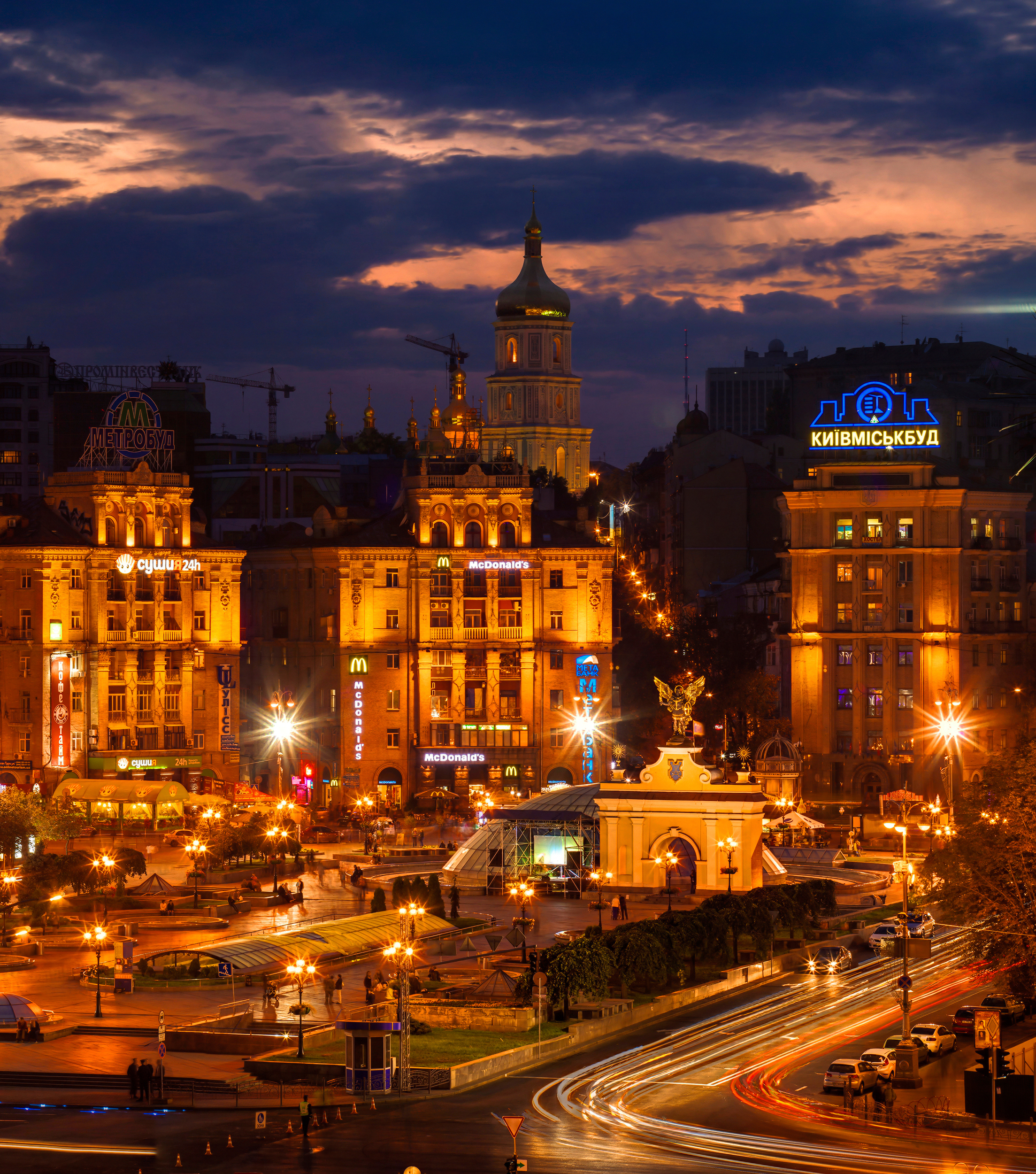
Maïdan de nuit en 2014.